# Lundaland
Lundaland är ett geografiskt område runt Lund i Skåne, bildat som ett så kallat Leader-område. Området sträcker sig från Öresund till Vombsjön och Romeleåsen med Lundaslätten, Kävlingeån, Dalby Söderskog. Här finns vackra slott och kyrkor samt en urgammal kulturbygd med runstenar, bronsåldershögar och offerlundar. Inte minst boplatsen i Uppåkra visar på detta. Leader är ett EU-program (2007-2013 respektive 2014-2020), som skapar nya geografiska indelningar över hela Europa.